# Killer (finländsk musikgrupp)
Killer var en finländsk rockgrupp bildad 1999 i Helsingfors och upplöst i början av 2005. Under sin karriär arbetade gruppen tätt med en lokal musikförening vid namn Dynasty, och fick ett par framgångsrika singlar i hemlandet, däribland "All I Want", "Fire" och "Naughty Boy".

## Historia
Killer bildades 1999 av sångaren och pianisten Siiri Nordin, gitarristen Tuomas "Tumppi" Norvio, basisten Timo Huhtala och trummisen Teijo Jämsä. Bandets manager och producent var The Rasmus-medlemmarna Lauri Ylönen och Pauli Rantasalmi medan Nordin skrev merparten av alla låttexter. Debutsingeln, "Hurricane", kom ut i februari 2001 och följdes upp i augusti med hiten "All I Want". Senare det året släpptes även debutalbumet Sickeningly Pretty & Unpleasantly Vain. Albumet uppnådde nionde placeringen på den finländska albumlistan.
Deras andra album, Sure You Know How to Drive This Thing, gavs ut under 2003 och innehöll singeln "Naughty Boy", som kom att bli en av de mest spelade låtarna på finsk radio sommaren 2003 och lyckades även nå förstaplatsen på musiklistan MTV UpNorth. Albumet toppade föregångaren med två placeringar på finländska albumlistan.
I februari 2005 meddelade Timo Huhtala på bandets webbplats att de behövde ett uppehåll på grund av olika anledningar. Huhtala avstod dock från att säga att bandet hade splittrats eftersom "om vi någon gång skulle bestämma oss för att göra musik tillsammans igen så skulle det bli en comeback och comebacks är för idioter". Därifrån gick medlemmarna skilda vägar. Nordin påbörjade en solokarriär medan Huhtala och Jämsä istället startade det nya bandet Killer Aspect.

## Diskografi

### Studioalbum
- 2001 - Sickeningly Pretty & Unpleasantly Vain
- 2003 - Sure You Know How to Drive This Thing

### Singlar
- 2001 -  "All I Want"
- 2001 -  "Hurricane"
- 2002 -  "Fire"
- 2003 -  "Naughty Boy"
- 2003 -  "Watching - Waiting"